# Rosebud County
Rosebud County är ett administrativt område i delstaten Montana, USA. År 2010 hade county 9 233 invånare. Den administrativa huvudorten (county seat) är Forsyth. 

## Geografi
Enligt United States Census Bureau så har countyt en total area på 13 020 km². 12 981 km² av den arean är land och 39 km² är vatten. 

### Angränsande countyn
- Garfield County, Montana - nord
- Custer County, Montana - öst
- Powder River County, Montana - sydost
- Big Horn County, Montana - syd
- Treasure County, Montana - väst
- Yellowstone County, Montana - väst
- Musselshell County, Montana - väst
- Petroleum County, Montana - nordväst

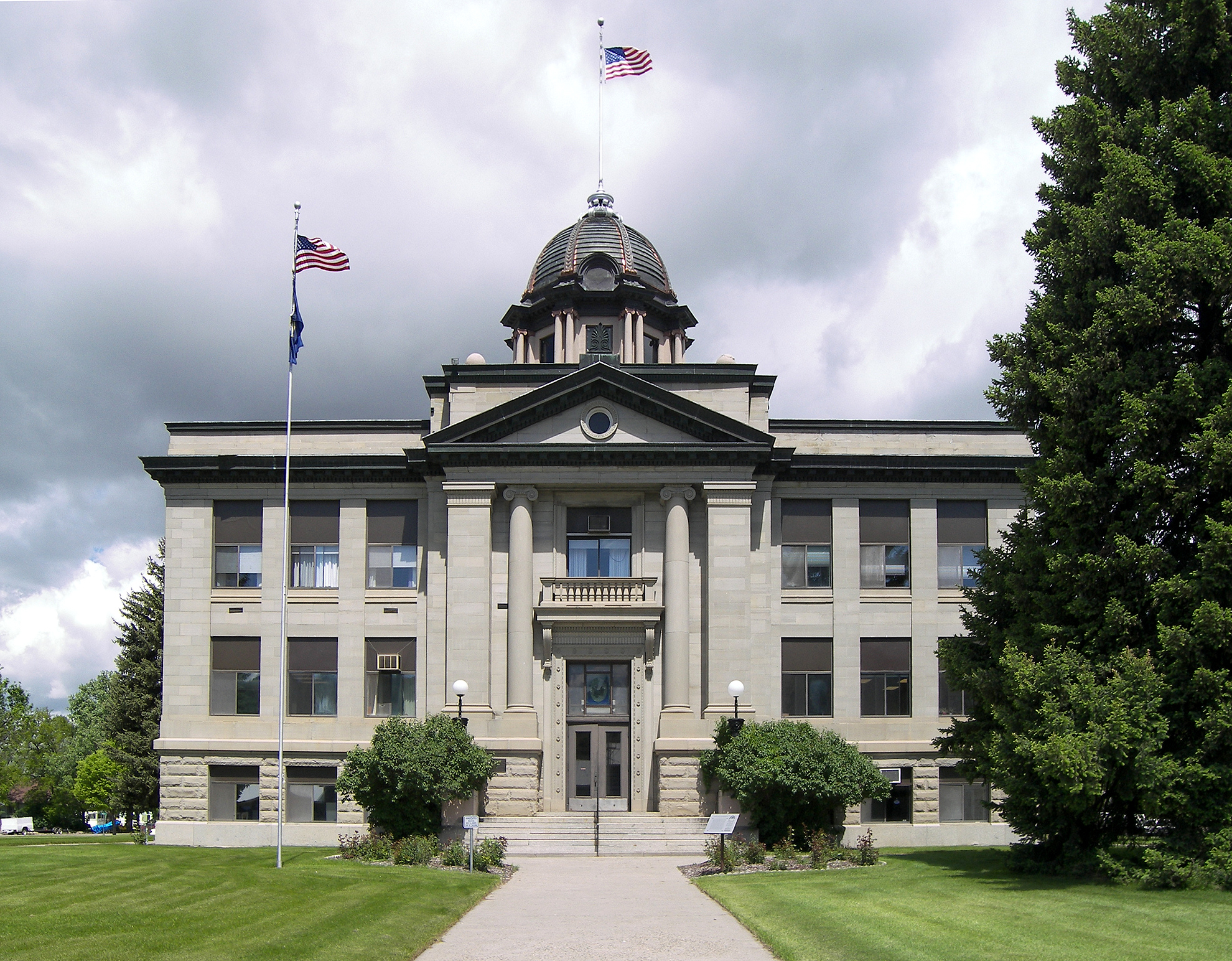
County courthouse.